# Western (Nebraska)
Western – wieś w Stanach Zjednoczonych, w stanie Nebraska, w hrabstwie Saline.